# Pomnik Więźniów Obozu NKWD w Rembertowie
Pomnik Więźniów Obozu NKWD w Rembertowie – monument znajdujący się na terenie nieistniejących Zakładów Amunicyjnych „Pocisk” w Rembertowie, przy skrzyżowaniu ul. Marsa i ul. Płatnerskiej. Upamiętnia więźniów znajdującego się tam w latach 1944–1945 Obozu Specjalnego NKWD numer 10.

## Opis
Po wkroczeniu Armii Czerwonej do Rembertowa NKWD w budynkach fabryki „Pocisk” urządziło obóz dla żołnierzy AK i NSZ (Obóz Specjalny NKWD numer 10, tzw. Obóz NKWD w Rembertowie). 
W nocy z 20 na 21 maja 1945 oddział AK w sile 44 ludzi pod dowództwem ppor. Edwarda Wasilewskiego ps. Wichura dokonał rozbicia obozu i uwolnił więźniów.
Monument został odsłonięty 21 maja 1995. Na pomniku umieszczono tablice o treści:
Więźniom obozu NKWD nr 10 w Rembertowie żołnierzom i działaczom Polskiego Państwa Podziemnego represjonowanym i mordowanym, których szczątki spoczywają na terenie dawnej fabryki amunicji "Pocisk" i na obszarach sowieckiego imperium.
Żołnierzom oddziału partyzanckiego Armii Krajowej Obwodu „Mewa Kamień“ Mińsk Mazowiecki, który pod dowództwem ppor. Edwarda Wasilewskiego „Wichury” nocą z 20 na 21 maja 1945 r. rozbił obóz specjalny NKWD nr 10 w Rembertowie. Z obozu uwolniono ponad 500 więźniów. Akcja ta przerwała zsyłkę więźniów na Wschód.